# Stechiometria

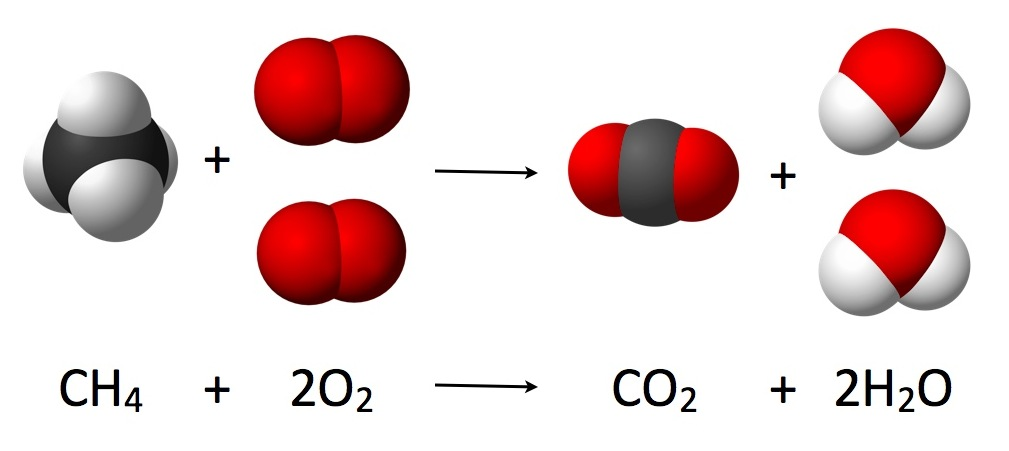
Wizualizacja (na górze) równania stechiometrycznego reakcji chemicznej (na dole)

Stechiometria – dział chemii zajmujący się stosunkami ilościowymi przemian związków chemicznych zachodzących w czasie reakcji chemicznych. Analiza stechiometryczna obejmuje:
1. Określenie postaci równania stechiometrycznego (bilans atomów).
2. Zdefiniowanie miary (miar) postępu reakcji chemicznej[a][2]), poprzedzone wyborem składnika odniesienia (stopień konwersji, liczba postępu reakcji itp.).
3. Określenie zależności pomiędzy stężeniami reagentów a miarami postępu reakcji chemicznej.

W prostszych sytuacjach (kilka reagentów, reakcja pojedyncza) zwykle rezygnuje się z etapów 2. i 3., a związki pomiędzy stężeniem składnika odniesienia (najczęściej jednego z substratów), a stężeniami pozostałych składników wyznacza się na podstawie równania stechiometrycznego.